# Kniphofia multiflora
Kniphofia multiflora là một loài thực vật có hoa trong họ Thích diệp thụ. Loài này được J.M.Wood & M.S.Evans miêu tả khoa học đầu tiên năm 1897.